# 臺中市網球中心
臺中市網球中心為臺中市北屯區的大型網球場地，位於[景賢路與太祥路口的廍子區段徵收內。場地興建分為兩期，第一期以OT方式委外經營，第二期的中央球場將以BOT方式由廠商興建經營。

## 歷史
- 2010年，臺中市政府計畫於大坑地區興建臺中國際網球中心，原預計為2019年東亞青年運動會的網球賽事場地。[1]
- 2013年12月，臺中市網球中心第一期工程發包，由豐國建築師事務所負責。
- 2014年5月6日，由政府出資2億8千萬（臺中市政府自籌1.9億元，教育部體育署補助650萬元）興建的第一期工程動土。[2]
- 2018年3月場館續期工程完竣，9月完成驗收作業。
- 2019年3月，委由臺中市立東山高級中學代管，提供該校學生進行教學及選手訓練使用。8月，開放團體及民眾使用，欲借用民眾可至臺中市政府E櫃檯辦理線上預約登記，並於借用當日完成繳費作業。

## 場地規劃
第一期
- 行政管理中心：行政管理及賽事辦公室、服務餐飲區、商品販賣區、戶外觀賽休息區、選手集訓宿舍、屋頂設施平臺
- 第一硬地球場：一樓有臨時賽事辦公室、休息室、會議室、維護設備室、男女盥洗浴廁區，戶外硬地主球場、半戶外臨時講臺、戶外階梯式觀眾看台；屋頂樓有屋頂戶外階梯式觀眾看台
- 戶外硬地球場：10面標準球場、球場兩側戶外階梯式觀眾看台
- 球場維護工具室：男女盥洗浴廁區、維護工具室
- 南側汽機車停車場

第二期
- 大型中央球場
- 戶外硬地球場：6面標準球場、球場兩側戶外階梯式觀眾看台
- 出入口景觀廣場
- 北側汽機車停車場

## 外部連結
- 臺中市政府E櫃檯-場地租借 臺中市網球中心 （页面存档备份，存于）
- 臺中市政府運動局—臺中市網球中心 （页面存档备份，存于）